# ATP Tour 2008
El ATP Tour es la élite tenística para los profesionales organizado por la ATP. El ATP Tour incluye los cuatro torneos de Grand Slam Grand Slam, la Tennis Masters Cup, los ATP Masters Series y los torneos International Series Gold y International Series.

## Tabla
Esta es la tabla completa de los torneos en el ATP Tour 2008, con la clasificación de los tenistas hasta cuartos de final.

### Enero
La primera semana del año albergó un total de 3 torneos, en las regiones de Oceanía, Sureste Asiático, y el Oriente Medio. Todos estos tres torneos comenzaron el 31 de diciembre de 2007. En una de las semifinales en Chennai, India, entre Rafael Nadal y Carlos Moyá tuvo lugar un partido importante para la historia del ATP Tour, con Nadal venciendo por 6–7(3), 7–6(8), 7–6(1). Fue importante porque fue el partido más largo a 3 sets desde 1993, cuando Andrei Cherkasov derrotó a Andrea Gaudenzi, 6–7(6), 7–6(2), 7–5 en el ATP Tel Aviv. Ambos partidos alcanzaron las tres hora y cincuenta y cinco minutos.
El Abierto de Australia vio como Novak Djokovic ganaba su primer título de Grand Slam, y también vio como se convertía en el primer representante de Serbia en ganar un Grand Slam. Djokovic consiguió derrotar a Roger Federer en las semifinales, rompiendo su monopolio en títulos de Grand Slam sobre pistas duras, de los cuales ganó los cinco últimos. El torneo también presenció la figura emergente del tenista francés Jo-Wilfried Tsonga, que alcanzó la final y al que compararon con Muhammad Ali debido a su apariencia y estilo de juego parecidos. 
Fue el primer Abierto de Austrralia en disputarse sobre la superficie Plexicushion, que permite un pique más uniforme de la pelota y una mayor regularidad en la velocidad de la pista ante los cambios de temperatura.
| Semana del       | Torneo                                                                                        | Campeón                                   | Finalista           | Semifinalistas                                             | Cuartofinalistas                                                       |
| ---------------- | --------------------------------------------------------------------------------------------- | ----------------------------------------- | ------------------- | ---------------------------------------------------------- | ---------------------------------------------------------------------- |
| 31 de diciembre  | Copa Hopman Perth, Australia $1,000,000 – Dura                                                | Estados Unidos 2–1                        | Serbia              | Ronda Robin (Grupo A) Francia República de China Argentina | Ronda Robin (Grupo B) India · Australia · República Checa              |
| 31 de diciembre  | Next Generation Adelaide International Adelaida, Australia International Series $465,000 Dura | Michael Llodra 6–3, 6–4                   | Jarkko Nieminen     | Jo-Wilfried Tsonga Joseph Sirianni                         | Lleyton Hewitt Vince Spadea Benjamin Becker Paul-Henri Mathieu         |
| 31 de diciembre  | Next Generation Adelaide International Adelaida, Australia International Series $465,000 Dura | García / Melo 6–3, 3–6, 10–7              | Guccione / Smeets   | Jo-Wilfried Tsonga Joseph Sirianni                         | Lleyton Hewitt Vince Spadea Benjamin Becker Paul-Henri Mathieu         |
| 31 de diciembre  | Abierto de Chennai Chennai, India International Series $436,000 Dura                          | Mijaíl Yuzhny 6–0, 6–1                    | Rafael Nadal        | Carlos Moyá Marin Čilić                                    | Guillermo García-López Florent Serra Xavier Malisse Robin Haase        |
| 31 de diciembre  | Abierto de Chennai Chennai, India International Series $436,000 Dura                          | Sa. Ratiwatana / So. Ratiwatana 6–4, 7–5  | Baghdatis / Gicquel | Carlos Moyá Marin Čilić                                    | Guillermo García-López Florent Serra Xavier Malisse Robin Haase        |
| 31 de diciembre  | Qatar ExxonMobil Open Doha, Catar International Series $1,049,000 Dura                        | Andy Murray 6–4, 4–6, 6–2                 | Stanislas Wawrinka  | Nikolái Davydenko Ivan Ljubičić                            | Dmitri Tursúnov Thomas Johansson Philipp Kohlschreiber Agustín Calleri |
| 31 de diciembre  | Qatar ExxonMobil Open Doha, Catar International Series $1,049,000 Dura                        | Kohlschreiber / Skoch 6–4, 4–6, 11–9      | Coetzee / Moodie    | Nikolái Davydenko Ivan Ljubičić                            | Dmitri Tursúnov Thomas Johansson Philipp Kohlschreiber Agustín Calleri |
| 7 de enero       | Heineken Open Auckland, Nueva Zelanda International Series $464,000 Dura                      | Philipp Kohlschreiber 7–6(4), 7–5         | Juan Carlos Ferrero | Julien Benneteau Juan Mónaco                               | David Ferrer Nicolás Massú Michael Llodra Florian Mayer                |
| 7 de enero       | Heineken Open Auckland, Nueva Zelanda International Series $464,000 Dura                      | Horna / Mónaco 6–4, 3–6, 10–7             | Malisse / Melzer    | Julien Benneteau Juan Mónaco                               | David Ferrer Nicolás Massú Michael Llodra Florian Mayer                |
| 7 de enero       | Medibank International Sídney, Australia International Series $465,000 Dura                   | Dmitri Tursúnov 7–6(3), 7–6(4)            | Chris Guccione      | Fabrice Santoro Radek Štěpánek                             | Sébastien Grosjean Yevgueni Koroliov Tomáš Berdych Agustín Calleri     |
| 7 de enero       | Medibank International Sídney, Australia International Series $465,000 Dura                   | Gasquet / Tsonga 4–6, 6–4, 11–9           | B. Bryan / M. Bryan | Fabrice Santoro Radek Štěpánek                             | Sébastien Grosjean Yevgueni Koroliov Tomáš Berdych Agustín Calleri     |
| 14 - 27 de enero | Abierto de Australia Melbourne, Australia Grand Slam A$ 9,609,870 Dura                        | Novak Djokovic 4–6, 6–4, 6–3, 7–6(2)      | Jo-Wilfried Tsonga  | Roger Federer Rafael Nadal                                 | James Blake David Ferrer Mijaíl Yuzhny Jarkko Nieminen                 |
| 14 - 27 de enero | Abierto de Australia Melbourne, Australia Grand Slam A$ 9,609,870 Dura                        | Erlich / Ram 7–5, 7–6(4)                  | Clement / Llodra    | Roger Federer Rafael Nadal                                 | James Blake David Ferrer Mijaíl Yuzhny Jarkko Nieminen                 |
| 14 - 27 de enero | Abierto de Australia Melbourne, Australia Grand Slam A$ 9,609,870 Dura                        | Dobles mixtos: Zimonjic / Sun 7–6(4), 6–4 | Bhupathi / Mirza    | Roger Federer Rafael Nadal                                 | James Blake David Ferrer Mijaíl Yuzhny Jarkko Nieminen                 |
| 28 de enero      | Movistar Open Viña del Mar, Chile International Series $462,000 Tierra batida                 | Fernando González W/O                     | Juan Mónaco         | Pablo Cuevas Santiago Ventura                              | Carlos Berlocq José Acasuso Juan Pablo Brzezicki Fabio Fognini         |
| 28 de enero      | Movistar Open Viña del Mar, Chile International Series $462,000 Tierra batida                 | Acasuso / Prieto 6–1, 3–0 ret.            | González / Mónaco   | Pablo Cuevas Santiago Ventura                              | Carlos Berlocq José Acasuso Juan Pablo Brzezicki Fabio Fognini         |

### Febrero
El mes de febrero vio como Andy Murray y Michael Llodra demostraban su buena forma desde el principio de la temporada, consiguiendo ambos su segundo título de la temporada. Nicolás Almagro se convirtió en el tercer tenista en ganar su segundo título, ambos durante el mes de febrero. Acabó el mes con un récord de victorias de 14–1 (incluidos dos partidos de Copa Davis ganados para España).
Además, hubo algunos tenistas que se convirtieron en parte de la historia del ATP Tour. Kei Nishikori, ranking mundial número 244, derrotó al cabeza de serie n.º 1 James Blake en el torneo de Delray Beach y se convirtió en el primer hombre japonés desde hacía 16 años en ganar un título ATP (el último fue Shuzo Matsuoka, en 1992 en el torneo de Seúl. Sergiy Stakhovsky, jugando en las pistas del torneo de Zagreb, se convirtió en el primer tenistá desde Christian Miniussi, en el Torneo de São Paulo en 1991, en ganar un título del ATP Tour después de empezar el torneo como Perdedor afortunado. Este hecho solo se ha producido cuatro veces. 
| Semana del    | Torneo | Campeón | Finalista                                                                                      | Semifinalistas                       | Cuartofinalistas                                                |
| ------------- | --- | --- | ---------------------------------------------------------------------------------------------- | ------------------------------------ | --------------------------------------------------------------- |
| 4 de febrero  | BNP Paribas Copa David - Primera Ronda Moscú, Rusia – Dura Ostrava, República Checa – Moqueta Buenos Aires, Argentina – Tierra batida Ramat HaSharon, Israel – Dura Braunschweig, Germany – Tierra batida (i) Lima, Peru – Tierra batida Sibiu, Romania – Dura Vienna, Austria – Tierra batida | Primera Ronda Ganadores Rusia 3–2 República Checa 3–2 Argentina 4–1 Suecia 3–2 Alemania 3–2 España 5–0 Francia 5–0 Estados Unidos 4–1 | Primera Ronda Perdedores Serbia Bélgica Gran Bretaña Israel Corea del Sur Perú Rumanía Austria |                                      |                                                                 |
| 11 de febrero | Torneo de Costa do Sauipe Costa de Sauipe, Brasil International Series $485,000 Tierra batida | Nicolás Almagro 7–6(4), 3–6, 7–5 | Carlos Moyá                                                                                    | Nicolás Lapentti Fabio Fognini       | Óscar Hernández Eduardo Schwank Ivo Minář Filippo Volandri      |
| 11 de febrero | Torneo de Costa do Sauipe Costa de Sauipe, Brasil International Series $485,000 Tierra batida | Melo / Sa 4–6, 6–2, 10–7 | Montañés / Ventura                                                                             | Nicolás Lapentti Fabio Fognini       | Óscar Hernández Eduardo Schwank Ivo Minář Filippo Volandri      |
| 11 de febrero | Delray Beach International Tennis Championships Delray Beach, Estados Unidos International Series $436,000 Dura | Kei Nishikori 3–6, 6–1, 6–4 | James Blake                                                                                    | Robby Ginepri Sam Querrey            | Ígor Kunitsyn Mardy Fish Vincent Spadea Bobby Reynolds          |
| 11 de febrero | Delray Beach International Tennis Championships Delray Beach, Estados Unidos International Series $436,000 Dura | Mirnyi / J. Murray 6–4, 3–6, 10–6 | B. Bryan / M. Bryan                                                                            | Robby Ginepri Sam Querrey            | Ígor Kunitsyn Mardy Fish Vincent Spadea Bobby Reynolds          |
| 11 de febrero | Open 13 Marsella, Francia International Series €534,000 Dura (indoor) | Andy Murray 6–3, 6–4 | Mario Ančić                                                                                    | Paul-Henri Mathieu Marcos Baghdatis  | Gilles Simon Nicolas Mahut Mijaíl Yuzhny Robin Söderling        |
| 11 de febrero | Open 13 Marsella, Francia International Series €534,000 Dura (indoor) | Damm / Vizner 7–6(0), 7–5 | Allegro / Coetzee                                                                              | Paul-Henri Mathieu Marcos Baghdatis  | Gilles Simon Nicolas Mahut Mijaíl Yuzhny Robin Söderling        |
| 18 de febrero | Copa Telmex Buenos Aires, Argentina International Series $485,000 Tierra batida | David Nalbandian 3–6, 7–6(5), 6–4 | José Acasuso                                                                                   | Juan Ignacio Chela Filippo Volandri  | Potito Starace Nicolás Almagro Igor Andreev Agustín Calleri     |
| 18 de febrero | Copa Telmex Buenos Aires, Argentina International Series $485,000 Tierra batida | Calleri / Horna 6–0, 6–7(6), 10–2 | Eschauer / Luczak                                                                              | Juan Ignacio Chela Filippo Volandri  | Potito Starace Nicolás Almagro Igor Andreev Agustín Calleri     |
| 18 de febrero | ABN AMRO World Tennis Tournament Róterdam, Países Bajos International Series Gold €765,000 Dura (indoor) | Michael Llodra 6–7(3), 6-3, 7–6(4) | Robin Söderling                                                                                | Gilles Simon Ivo Karlović            | Andreas Seppi Teimuraz Gabashvili Mischa Zverev Robin Haase     |
| 18 de febrero | ABN AMRO World Tennis Tournament Róterdam, Países Bajos International Series Gold €765,000 Dura (indoor) | Berdych / Tursunov 7–5, 3–6, 10–7 | Kohlschreiber / Youzhny                                                                        | Gilles Simon Ivo Karlović            | Andreas Seppi Teimuraz Gabashvili Mischa Zverev Robin Haase     |
| 18 de febrero | SAP Open San José, Estados Unidos International Series $436,000 Dura (indoor) | Andy Roddick 6–4, 7–5 | Radek Štěpánek                                                                                 | Guillermo García-López Robby Ginepri | Mardy Fish John Isner Lu Yen-hsun James Blake                   |
| 18 de febrero | SAP Open San José, Estados Unidos International Series $436,000 Dura (indoor) | Lipsky / Martin 7–6(4), 7–5 | B. Bryan / M. Bryan                                                                            | Guillermo García-López Robby Ginepri | Mardy Fish John Isner Lu Yen-hsun James Blake                   |
| 25 de febrero | Abierto Mexicano Telcel Acapulco, México International Series Gold $794,000 Tierra batida | Nicolás Almagro 6–1, 7–6(1) | David Nalbandian                                                                               | Luis Horna José Acasuso              | Potito Starace Agustín Calleri Marcel Granollers Nicolás Massú  |
| 25 de febrero | Abierto Mexicano Telcel Acapulco, México International Series Gold $794,000 Tierra batida | Marach / Mertinak 6–2, 6–7(3), 10–7                                                                                                   | Calleri / Horna                                                                                | Luis Horna José Acasuso              | Potito Starace Agustín Calleri Marcel Granollers Nicolás Massú  |
| 25 de febrero | Morgan Keegan Championships Memphis, Estados Unidos International Series Gold $769,000 Dura (indoor) | Steve Darcis 6–3, 7–6(5) | Robin Söderling                                                                                | Radek Štěpánek Jonas Björkman        | Andy Roddick Chris Guccione Benjamin Becker Donald Young        |
| 25 de febrero | Morgan Keegan Championships Memphis, Estados Unidos International Series Gold $769,000 Dura (indoor) | Bhupathi / Knowles 7–6(5), 6–2 | Sa. Ratiwatana / So. Ratiwatana                                                                | Radek Štěpánek Jonas Björkman        | Andy Roddick Chris Guccione Benjamin Becker Donald Young        |
| 25 de febrero | PBZ Zagreb Indoors Zagreb, Croacia International Series €370,250 Dura (indoor) | Sergiy Stakhovsky 7–5, 6–4 | Ivan Ljubičić                                                                                  | Mario Ančić Simone Bolelli           | Teimuraz Gabashvili Robin Haase Olivier Rochus Janko Tipsarević |
| 25 de febrero | PBZ Zagreb Indoors Zagreb, Croacia International Series €370,250 Dura (indoor) | Hanley / Kerr 6–3, 3–6, 10–8 | Kas / Wassen                                                                                   | Mario Ančić Simone Bolelli           | Teimuraz Gabashvili Robin Haase Olivier Rochus Janko Tipsarević |

### Marzo

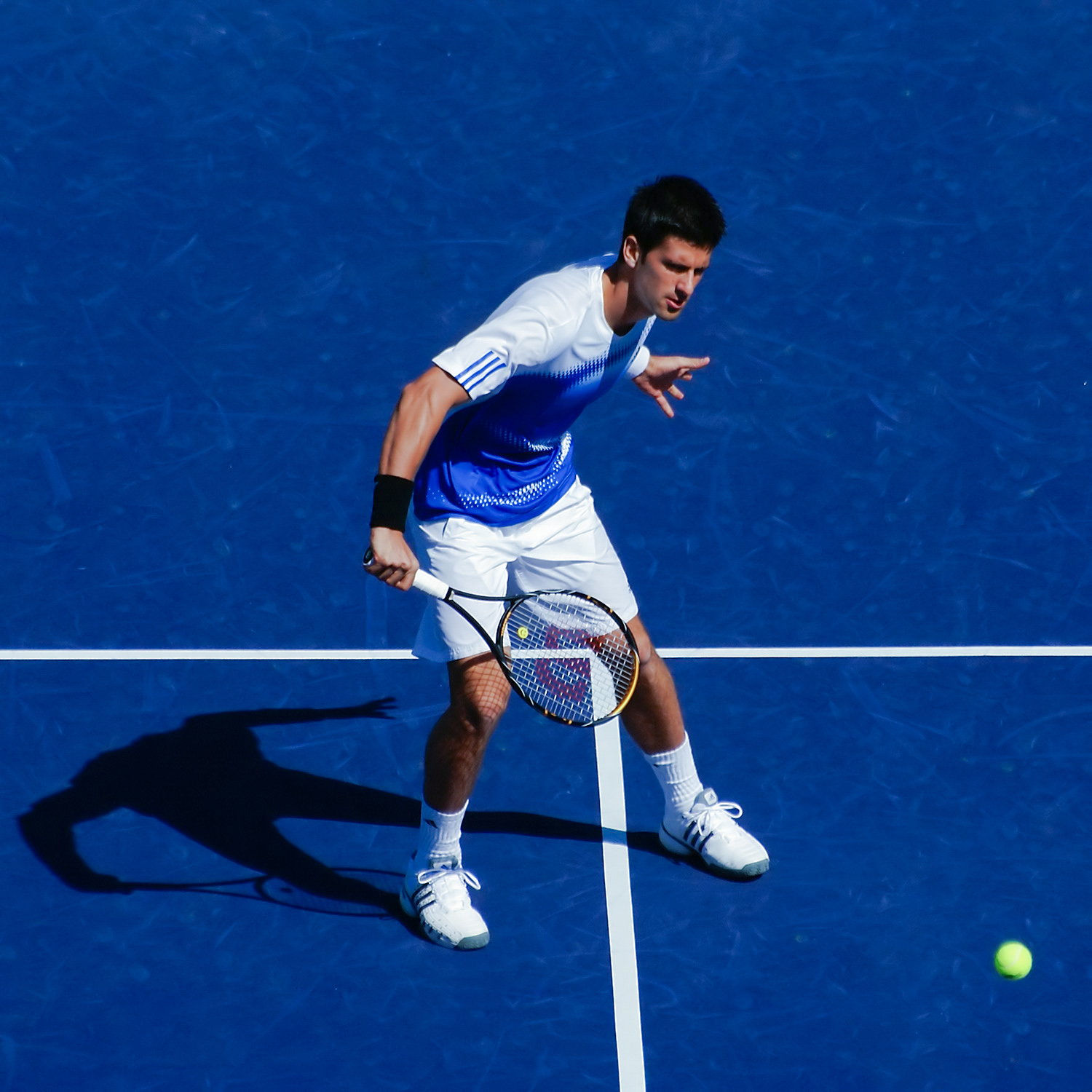
Novak Djokovic durante un mes de distintas emociones, pero que lo dejó líder la ATP Race.

En marzo, pocos torneos se disputaron, dos de ellos (Indian Wells y Miami) se disputaron en un periodo de dos semanas y albergaron simultáneamente el torneo femenino. Fueron los primeros torneos Masters Series del año. Novak Djokovic, finalista en Indians Well en 2007, se proclamó ganador, venciendo al sorprendente finalista Mardy Fish. Sin embargo, Djokovic no fue capaz de manter su buen estado de forma, y perdió ante Kevin Anderson en su primer partido en Miami. Antes de esta victoria, Anderson hizo una gran actuación en Las Vegas, perdiendo la final ante Sam Querrey. En el torneo de Dubái, Andy Roddick estuvo en una forma impresionante, despachando a Rafael Nadal y Djokovic antes de ganar a Feliciano López en la final.
El número 1 del mundo Roger Federer continuó en baja forma, perdiendo en primera ronda en Dubái, y fallando no alcanzando la final ni en Indian Wells ni en Miami. Esta fue la primera vez desde 2000, mucho antes de que Federer se convirtiera en el número 1, que no ganó ningún título durante los tres primeros meses de temporada. Junto a Rafael Nadal originaron un hecho insólito desde 1999, cuando Pete Sampras y Carlos Moyá ocupaban el número 1 y 2 del ranking respectivamente, que ninguno de los dos primeros tenistas no ganaban ningún torneo antes del comienzo de la temporada europea de tierra batida.
| Semana del  | Torneo | Campeón                           | Finalista           | Semifinalistas                   | Cuartofinalistas                                             |
| ----------- | --- | --------------------------------- | ------------------- | -------------------------------- | ------------------------------------------------------------ |
| 3 de marzo  | Barclays Dubai Tennis Championships Dubái, Emiratos Árabes Unidos International Series Gold $1,426,000 Dura | Andy Roddick 6–7(8), 6–4, 6–2     | Feliciano López     | Nikolái Davydenko Novak Djokovic | Andy Murray David Ferrer Igor Andreev Rafael Nadal           |
| 3 de marzo  | Barclays Dubai Tennis Championships Dubái, Emiratos Árabes Unidos International Series Gold $1,426,000 Dura | Bhupathi / Knowles 7–5, 7–6(7)    | Damm / Vizner       | Nikolái Davydenko Novak Djokovic | Andy Murray David Ferrer Igor Andreev Rafael Nadal           |
| 3 de marzo  | Channel Open Las Vegas, Estados Unidos International Series $500,000 Dura                                   | Sam Querrey 4–6, 6–3, 6–4         | Kevin Anderson      | Robby Ginepri Guillermo Cañas    | Yevgueni Koroliov Ernests Gulbis Amer Delic Julien Benneteau |
| 3 de marzo  | Channel Open Las Vegas, Estados Unidos International Series $500,000 Dura                                   | Benneteau / Llodra 6–4, 4–6, 10–8 | B. Bryan / M. Bryan | Robby Ginepri Guillermo Cañas    | Yevgueni Koroliov Ernests Gulbis Amer Delic Julien Benneteau |
| 10 de marzo | Pacific Life Open Indian Wells, Estados Unidos Masters Series $3,589,000 Dura                               | Novak Djokovic 6–2, 5–7, 6–3      | Mardy Fish          | Roger Federer Rafael Nadal       | Tommy Haas David Nalbandian Stanislas Wawrinka James Blake   |
| 10 de marzo | Pacific Life Open Indian Wells, Estados Unidos Masters Series $3,589,000 Dura                               | Erlich / Ram 6–4, 6–4             | Nestor / Zimonjic   | Roger Federer Rafael Nadal       | Tommy Haas David Nalbandian Stanislas Wawrinka James Blake   |
| 24 de marzo | Sony Ericsson Open Miami, Estados Unidos Masters Series $3,770,000 Dura                                     | Nikolái Davydenko 6–4, 6–2        | Rafael Nadal        | Andy Roddick Tomáš Berdych       | Roger Federer Janko Tipsarević Igor Andreev James Blake      |
| 24 de marzo | Sony Ericsson Open Miami, Estados Unidos Masters Series $3,770,000 Dura                                     | B. Bryan / M. Bryan 6–2, 6–2      | Bhupathi / Knowles  | Andy Roddick Tomáš Berdych       | Roger Federer Janko Tipsarević Igor Andreev James Blake      |

### Abril
| Semana del  | Torneo | Campeón                                                                             | Finalista                                                              | Semifinalistas                       | Cuartofinalistas                                                 |
| ----------- | --- | ----------------------------------------------------------------------------------- | ---------------------------------------------------------------------- | ------------------------------------ | ---------------------------------------------------------------- |
| 7 de abril  | Copa Davis Cuartos de final Moscú, Rusia – Dura Buenos Aires, Argentina – Tierra batida Bremen, Alemania – Dura Winston-Salem, EE. UU. – Dura | Ganadores de cuartos de final Rusia 3–2 Argentina 4–1 España 4–1 Estados Unidos 4–1 | Perdedores de cuartos de final República Checa Suecia Alemania Francia |                                      |                                                                  |
| 14 de abril | Abierto de Estoril Estoril, Portugal International Series €370,000 Tierra batida                                                              | Roger Federer 7–6(5), 1–2 ret.                                                      | Nikolái Davydenko                                                      | Denis Gremelmayr Florent Serra       | Frederico Gil Jiri Vanek Flavio Cipolla Marc Gicquel             |
| 14 de abril | Abierto de Estoril Estoril, Portugal International Series €370,000 Tierra batida                                                              | Coetzee / Moodie 6–2, 4–6, 10–8                                                     | J. Murray / Ullyett                                                    | Denis Gremelmayr Florent Serra       | Frederico Gil Jiri Vanek Flavio Cipolla Marc Gicquel             |
| 14 de abril | US Men's Clay Court Championships Houston, Estados Unidos International Series $436,000 Tierra batida                                         | Marcel Granollers 6–4, 1–6, 7–5                                                     | James Blake                                                            | Óscar Hernández Wayne Odesnik        | Agustín Calleri Mardy Fish Marcos Daniel Sergio Roitman          |
| 14 de abril | US Men's Clay Court Championships Houston, Estados Unidos International Series $436,000 Tierra batida                                         | Gulbis / Schuettler 7–5, 7–6(3)                                                     | Cuevas / Granollers                                                    | Óscar Hernández Wayne Odesnik        | Agustín Calleri Mardy Fish Marcos Daniel Sergio Roitman          |
| 14 de abril | Open de Tenis Comunidad Valenciana Valencia, España International Series €370,000 Tierra batida                                               | David Ferrer 4–6, 6–2, 7–6(2)                                                       | Nicolás Almagro                                                        | Tommy Robredo Yevgueni Koroliov      | Fernando Verdasco Potito Starace Robin Haase Juan Mónaco         |
| 14 de abril | Open de Tenis Comunidad Valenciana Valencia, España International Series €370,000 Tierra batida                                               | González / Mónaco 7–5, 7–5                                                          | Parrott / Polasek                                                      | Tommy Robredo Yevgueni Koroliov      | Fernando Verdasco Potito Starace Robin Haase Juan Mónaco         |
| 21 de abril | Masters de Montecarlo Montecarlo, Mónaco Masters Series €2,270,000 Tierra batida                                                              | Rafael Nadal 7–5, 7–5                                                               | Roger Federer                                                          | Novak Djokovic Nikolái Davydenko     | David Nalbandian Sam Querrey Igor Andreev David Ferrer           |
| 21 de abril | Masters de Montecarlo Montecarlo, Mónaco Masters Series €2,270,000 Tierra batida                                                              | Nadal / Robredo 6–3, 6–3                                                            | Bhupathi / Knowles                                                     | Novak Djokovic Nikolái Davydenko     | David Nalbandian Sam Querrey Igor Andreev David Ferrer           |
| 28 de abril | Open Sabadell Atlántico Barcelona Barcelona, España International Series Gold €824,000 Tierra batida                                          | Rafael Nadal 6–1, 4–6, 6–1                                                          | David Ferrer                                                           | Denis Gremelmayr Stanislas Wawrinka  | Juan Ignacio Chela Nicolás Almagro Albert Montañés Tommy Robredo |
| 28 de abril | Open Sabadell Atlántico Barcelona Barcelona, España International Series Gold €824,000 Tierra batida                                          | B. Bryan / M. Bryan 6–3, 6–2                                                        | Fyrstenberg / Matkowski                                                | Denis Gremelmayr Stanislas Wawrinka  | Juan Ignacio Chela Nicolás Almagro Albert Montañés Tommy Robredo |
| 28 de abril | BMW Open Múnich, Alemania International Series €370,000 Tierra batida                                                                         | Fernando González 7–6(4), 6–7(4), 6–3                                               | Simone Bolelli                                                         | Paul-Henri Mathieu Younes El Aynaoui | Marin Čilić Lee Hyung-taik Juan Martín del Potro Marat Safin     |
| 28 de abril | BMW Open Múnich, Alemania International Series €370,000 Tierra batida                                                                         | Berrer / Schuettler 7–5, 3–6, 10–8                                                  | Lipsky / Martin                                                        | Paul-Henri Mathieu Younes El Aynaoui | Marin Čilić Lee Hyung-taik Juan Martín del Potro Marat Safin     |

### Mayo
| Semana del | Torneo                                                                                          | Campeón                                        | Finalista            | Semifinalistas                     | Cuartofinalistas                                                |
| ---------- | ----------------------------------------------------------------------------------------------- | ---------------------------------------------- | -------------------- | ---------------------------------- | --------------------------------------------------------------- |
| 5 de mayo  | Internazionali BNL d'Italia Roma, Italia Masters Series €2,270,000 Tierra batida                | Novak Djokovic 4–6, 6–3, 6–3                   | Stanislas Wawrinka   | Radek Štěpánek Andy Roddick        | Roger Federer Nicolás Almagro Tommy Robredo James Blake         |
| 5 de mayo  | Internazionali BNL d'Italia Roma, Italia Masters Series €2,270,000 Tierra batida                | B. Bryan / M. Bryan 3–6, 6–4, 10–8             | Nestor / Zimonjic    | Radek Štěpánek Andy Roddick        | Roger Federer Nicolás Almagro Tommy Robredo James Blake         |
| 12 de mayo | Masters de Hamburgo Hamburgo, Alemania Masters Series €2,270,000 Tierra batida                  | Rafael Nadal 7–5, 6–7(3), 6–3                  | Roger Federer        | Andreas Seppi Novak Djokovic       | Fernando Verdasco Nicolas Kiefer Albert Montañés Carlos Moyá    |
| 12 de mayo | Masters de Hamburgo Hamburgo, Alemania Masters Series €2,270,000 Tierra batida                  | Nestor / Zimonjic 6–4, 5–7, 10–8               | B. Bryan / M. Bryan  | Andreas Seppi Novak Djokovic       | Fernando Verdasco Nicolas Kiefer Albert Montañés Carlos Moyá    |
| 19 de mayo | Grand Prix Hassan II Casablanca, Marruecos International Series €370,000 Tierra batida          | Gilles Simon 7–5, 6–2                          | Julien Benneteau     | Jo-Wilfried Tsonga Agustín Calleri | Santiago Ventura Marc Gicquel Younes El Aynaoui Óscar Hernández |
| 19 de mayo | Grand Prix Hassan II Casablanca, Marruecos International Series €370,000 Tierra batida          | Montañés / Ventura 6–1, 6–2                    | Cerretani / Perry    | Jo-Wilfried Tsonga Agustín Calleri | Santiago Ventura Marc Gicquel Younes El Aynaoui Óscar Hernández |
| 19 de mayo | Hypo Group Tennis International Pörtschach, Austria International Series €370,000 Tierra batida | Nikolái Davydenko 6–2, 2–6, 6–2                | Juan Mónaco          | Ígor Kunitsyn Ivan Ljubičić        | Andreas Seppi Jürgen Melzer Daniel Gimeno-Traver Robby Ginepri  |
| 19 de mayo | Hypo Group Tennis International Pörtschach, Austria International Series €370,000 Tierra batida | Melo / Sa 7–5, 6–7(3), 13–11                   | Knowle / Melzer      | Ígor Kunitsyn Ivan Ljubičić        | Andreas Seppi Jürgen Melzer Daniel Gimeno-Traver Robby Ginepri  |
| 19 de mayo | Copa Mundial por Equipos Düsseldorf, Alemania Copa del Mundo €1,500,000 – Tierra batida         | Suecia 2–1                                     | Rusia                | Italia Estados Unidos              | España Alemania Argentina República Checa                       |
| 26 de mayo | Roland Garros París, Francia Grand Slam €7,077,680 Tierra batida                                | Rafael Nadal 6–1, 6–3, 6–0                     | Roger Federer        | Gael Monfils Novak Djokovic        | Fernando González David Ferrer Ernests Gulbis Nicolás Almagro   |
| 26 de mayo | Roland Garros París, Francia Grand Slam €7,077,680 Tierra batida                                | Cuevas / Horna 6–2, 6–3                        | Nestor / Zimonjic    | Gael Monfils Novak Djokovic        | Fernando González David Ferrer Ernests Gulbis Nicolás Almagro   |
| 26 de mayo | Roland Garros París, Francia Grand Slam €7,077,680 Tierra batida                                | Dobles mixtos: B. Bryan / Azarenka 6–2, 7–6(4) | Zimonjic / Srebotnik | Gael Monfils Novak Djokovic        | Fernando González David Ferrer Ernests Gulbis Nicolás Almagro   |

### Junio
| Semana del  | Torneo                                                                                         | Campeón                                     | Finalista             | Semifinalistas                        | Cuartofinalistas                                                    |
| ----------- | ---------------------------------------------------------------------------------------------- | ------------------------------------------- | --------------------- | ------------------------------------- | ------------------------------------------------------------------- |
| 9 de junio  | Gerry Weber Open Halle, Alemania International Series €713,000 Hierba                          | Roger Federer 6–3, 6–4                      | Philipp Kohlschreiber | Nicolas Kiefer James Blake            | Marcos Baghdatis Michael Llodra Robin Söderling Andreas Beck        |
| 9 de junio  | Gerry Weber Open Halle, Alemania International Series €713,000 Hierba                          | Youzhny / Zverev 6–3, 4–6, 10–3             | Dlouhy / Paes         | Nicolas Kiefer James Blake            | Marcos Baghdatis Michael Llodra Robin Söderling Andreas Beck        |
| 9 de junio  | Torneo de Queen's Club Queen's Club, Londres, Reino Unido International Series €713,000 Hierba | Rafael Nadal 7–6(6), 7–5                    | Novak Djokovic        | Andy Roddick David Nalbandian         | Ivo Karlović Andy Murray Richard Gasquet Lleyton Hewitt             |
| 9 de junio  | Torneo de Queen's Club Queen's Club, Londres, Reino Unido International Series €713,000 Hierba | Nestor / Zimonjic 6–4, 7–6(3)               | Melo / Sa             | Andy Roddick David Nalbandian         | Ivo Karlović Andy Murray Richard Gasquet Lleyton Hewitt             |
| 9 de junio  | Abierto de Varsovia Varsovia, Polonia International Series €425,000 Tierra batida              | Nikolái Davydenko 6–3, 6–3                  | Tommy Robredo         | Fabio Fognini Juan Mónaco             | Yevgueni Koroliov Guillermo Cañas Marcel Granollers Óscar Hernández |
| 9 de junio  | Abierto de Varsovia Varsovia, Polonia International Series €425,000 Tierra batida              | Fyrstenberg / Matkowski 6–0, 3–6, 10–4      | Davydenko / Schukin   | Fabio Fognini Juan Mónaco             | Yevgueni Koroliov Guillermo Cañas Marcel Granollers Óscar Hernández |
| 16 de junio | Abierto de Ordina Bolduque, Holanda International Series €370,000 Hierba                       | David Ferrer 6–4, 6–2                       | Marc Gicquel          | Juan Martín del Potro Guillermo Cañas | Mario Ančić Arnaud Clément Viktor Troicki Jürgen Melzer             |
| 16 de junio | Abierto de Ordina Bolduque, Holanda International Series €370,000 Hierba                       | Ančić / Melzer 7–6(5), 6–3                  | Bhupathi / Paes       | Juan Martín del Potro Guillermo Cañas | Mario Ančić Arnaud Clément Viktor Troicki Jürgen Melzer             |
| 16 de junio | Torneo de Nottingham Nottingham, Reino Unido International Series €370,000 Hierba              | Ivo Karlović 7–5, 6–7(4), 7–6(8)            | Fernando Verdasco     | Gael Monfils Marin Čilić              | Vincent Spadea Andreas Seppi Gilles Simon Thomas Johansson          |
| 16 de junio | Torneo de Nottingham Nottingham, Reino Unido International Series €370,000 Hierba              | Soares / Ullyett 6–2, 7–6(5)                | Coetzee / J. Murray   | Gael Monfils Marin Čilić              | Vincent Spadea Andreas Seppi Gilles Simon Thomas Johansson          |
| 23 de junio | Torneo de Wimbledon Wimbledon, Londres, Reino Unido Grand Slam £2,257,000 Hierba               | Rafael Nadal 6-4, 6-4, 6-7(5), 6-7(8), 9-7  | Roger Federer         | Marat Safin Rainer Schuettler         | Mario Ančić Feliciano López Arnaud Clément Andy Murray              |
| 23 de junio | Torneo de Wimbledon Wimbledon, Londres, Reino Unido Grand Slam £2,257,000 Hierba               | Nestor / Zimonjic 7–6(12), 6–7(3), 6–3, 6–3 | Bjorkman / Ullyett    | Marat Safin Rainer Schuettler         | Mario Ančić Feliciano López Arnaud Clément Andy Murray              |
| 23 de junio | Torneo de Wimbledon Wimbledon, Londres, Reino Unido Grand Slam £2,257,000 Hierba               | B. Bryan / Stosur 7-5, 6-4                  | M. Bryan / Srebotnik  | Marat Safin Rainer Schuettler         | Mario Ančić Feliciano López Arnaud Clément Andy Murray              |

### Julio
| Semana del  | Torneo                                                                                               | Ganador                               | Finalista           | Semifinalistas                            | Cuartofinalistas                                                     |
| ----------- | --- | ------------------------------------- | ------------------- | ----------------------------------------- | -------------------------------------------------------------------- |
| 7 de julio  | Abierto de Suecia Båstad, Suecia International Series €326,000 Tierra batida                         | Tommy Robredo 6–4, 6–1                | Tomáš Berdych       | David Ferrer Fernando Verdasco            | Robin Söderling Jarkko Nieminen Potito Starace Bjorn Rehnquist       |
| 7 de julio  | Abierto de Suecia Båstad, Suecia International Series €326,000 Tierra batida                         | Bjorkman / Soderling 6–2, 6–2         | Brunstrom / Rojer   | David Ferrer Fernando Verdasco            | Robin Söderling Jarkko Nieminen Potito Starace Bjorn Rehnquist       |
| 7 de julio  | Torneo de Gstaad Gstaad, Suiza International Series €389,000 Tierra batida                           | Victor Hanescu 6–3, 6–4               | Igor Andreev        | Stanislas Wawrinka Guillermo García-López | Guillermo Cañas Jérémy Chardy Mijaíl Yuzhny Marin Čilić              |
| 7 de julio  | Torneo de Gstaad Gstaad, Suiza International Series €389,000 Tierra batida                           | Levinsky / Polasek 3–6, 6–2, 11–9     | Bohli / Wawrinka    | Stanislas Wawrinka Guillermo García-López | Guillermo Cañas Jérémy Chardy Mijaíl Yuzhny Marin Čilić              |
| 7 de julio  | Hall of Fame Tennis Championships Newport, RI, Estados Unidos International Series $385,000 Hierba   | Fabrice Santoro 6–3, 7–5              | Prakash Amritraj    | Frank Dancevic Vincent Spadea             | Rohan Bopanna Ígor Kunitsyn Alexander Peya Iván Navarro              |
| 7 de julio  | Hall of Fame Tennis Championships Newport, RI, Estados Unidos International Series $385,000 Hierba   | Fish / Isner 6–4, 7–6(1)              | Bopanna / Qureshi   | Frank Dancevic Vincent Spadea             | Rohan Bopanna Ígor Kunitsyn Alexander Peya Iván Navarro              |
| 7 de julio  | Mercedes Cup Stuttgart, Alemania International Series Gold €568,000 Tierra batida                    | Juan Martín del Potro 6–4, 7–5        | Richard Gasquet     | Eduardo Schwank Agustín Calleri           | Jan Hernych Philipp Kohlschreiber Michael Berrer Albert Montañés     |
| 7 de julio  | Mercedes Cup Stuttgart, Alemania International Series Gold €568,000 Tierra batida                    | Kas / Kohlschreiber 6–3, 6–4          | Berrer / Zverev     | Eduardo Schwank Agustín Calleri           | Jan Hernych Philipp Kohlschreiber Michael Berrer Albert Montañés     |
| 14 de julio | Abierto de los Países Bajos Amersfoort, Países Bajos International Series €326,000 Tierra batida     | Albert Montañés 1–6, 7–5, 6–3         | Steve Darcis        | Marc Gicquel Óscar Hernández              | Teimuraz Gabashvili Christophe Rochus Marcel Granollers José Acasuso |
| 14 de julio | Abierto de los Países Bajos Amersfoort, Países Bajos International Series €326,000 Tierra batida     | Cermak / Wassen 7–5, 7–5              | Galung / Sijsling   | Marc Gicquel Óscar Hernández              | Teimuraz Gabashvili Christophe Rochus Marcel Granollers José Acasuso |
| 14 de julio | Torneo de Indianápolis Indianápolis, Estados Unidos International Series $525,000 Dura               | Gilles Simon 6–4, 6–4                 | Dmitri Tursúnov     | James Blake Sam Querrey                   | Yen-hsun Lu Paul Capdeville Bobby Reynolds Tommy Haas                |
| 14 de julio | Torneo de Indianápolis Indianápolis, Estados Unidos International Series $525,000 Dura               | Fisher / Phillips 3–6, 6–3, 10–5      | Lipsky / Martin     | James Blake Sam Querrey                   | Yen-hsun Lu Paul Capdeville Bobby Reynolds Tommy Haas                |
| 14 de julio | Abierto de Austria Kitzbühel, Austria International Series Gold €571,000 Tierra batida               | Juan Martín del Potro 6–2, 6–1        | Jürgen Melzer       | Victor Hanescu Potito Starace             | Nicolas Devilder Brian Dabul Eduardo Schwank Rainer Schuettler       |
| 14 de julio | Abierto de Austria Kitzbühel, Austria International Series Gold €571,000 Tierra batida               | Cerretani / Hanescu 6–3, 7–5          | Arnold Ker / Rochus | Victor Hanescu Potito Starace             | Nicolas Devilder Brian Dabul Eduardo Schwank Rainer Schuettler       |
| 14 de julio | Abierto de Croacia Umag, Croacia International Series €326,000 Tierra batida                         | Fernando Verdasco 3–6, 6–4, 7–6(4)    | Igor Andreev        | Fabio Fognini Máximo González             | Mischa Zverev Carlos Moyá Guillermo Cañas Roko Karanušić             |
| 14 de julio | Abierto de Croacia Umag, Croacia International Series €326,000 Tierra batida                         | Mertinak / Pala 2–6, 6–3, 10–5        | Berlocq / Fognini   | Fabio Fognini Máximo González             | Mischa Zverev Carlos Moyá Guillermo Cañas Roko Karanušić             |
| 21 de julio | Rogers Cup Toronto, Canadá Masters Series $2,615,000 Dura                                            | Rafael Nadal 6–3, 6–2                 | Nicolas Kiefer      | Gilles Simon Andy Murray                  | Marin Čilić James Blake Novak Djokovic Richard Gasquet               |
| 21 de julio | Rogers Cup Toronto, Canadá Masters Series $2,615,000 Dura                                            | Nestor / Zimonjic 6–2, 4–6, 10–6      | B. Bryan / M. Bryan | Gilles Simon Andy Murray                  | Marin Čilić James Blake Novak Djokovic Richard Gasquet               |
| 28 de julio | Western & Southern Financial Group Masters Cincinnati, Estados Unidos Masters Series $2,615,000 Dura | Andy Murray 7–6(4), 7–6(5)            | Novak Djokovic      | Ivo Karlović Rafael Nadal                 | Philipp Kohlschreiber Carlos Moyá Ernests Gulbis Nicolás Lapentti    |
| 28 de julio | Western & Southern Financial Group Masters Cincinnati, Estados Unidos Masters Series $2,615,000 Dura | B. Bryan / M. Bryan 4–6, 7–6(2), 10–7 | Erlich / Ram        | Ivo Karlović Rafael Nadal                 | Philipp Kohlschreiber Carlos Moyá Ernests Gulbis Nicolás Lapentti    |

### Agosto
| Semana del   | Torneo                                                                              | Campeón                                  | Finalista           | Semifinalistas                    | Semifinalistas                 | Cuartofinalistas                                            |
| ------------ | ----------------------------------------------------------------------------------- | ---------------------------------------- | ------------------- | --------------------------------- | ------------------------------ | ----------------------------------------------------------- |
| 4 de agosto  | Countrywide Classic Los Ángeles, USA International Series $475,000 Dura             | Juan Martín del Potro 6–1, 7–6(2)        | Andy Roddick        | Denis Gremelmayr Mardy Fish       | Denis Gremelmayr Mardy Fish    | Marc Gicquel Marat Safin Amer Delic Florent Serra           |
| 4 de agosto  | Countrywide Classic Los Ángeles, USA International Series $475,000 Dura             | Bopanna / Butorac 7–6(5), 7–6(5)         | Parrott / Vemic     | Denis Gremelmayr Mardy Fish       | Denis Gremelmayr Mardy Fish    | Marc Gicquel Marat Safin Amer Delic Florent Serra           |
| 11 de agosto | Juegos Olímpicos Pekín, China Olympics Dura                                         | Medalla de oro                           | Medalla de plata    | Medalla de bronce                 | Cuarto puesto                  | Roger Federer Paul-Henri Mathieu Gaël Monfils Jürgen Melzer |
| 11 de agosto | Juegos Olímpicos Pekín, China Olympics Dura                                         | Rafael Nadal 6–3, 7–6(2), 6–3            | Fernando González   | Novak Djokovic 6–3, 7–6(4)        | James Blake                    | Roger Federer Paul-Henri Mathieu Gaël Monfils Jürgen Melzer |
| 11 de agosto | Juegos Olímpicos Pekín, China Olympics Dura                                         | Federer / Wawrinka 6–3, 6–4, 6–7(4), 6–3 | Aspelin / Johansson | B. Bryan / M. Bryan 3–6, 6–3, 6–4 | Clement / Llodra               | Roger Federer Paul-Henri Mathieu Gaël Monfils Jürgen Melzer |
| 11 de agosto | Legg Mason Tennis Classic Washington, D. C., USA International Series $508,000 Dura | Juan Martín del Potro 6–3, 6–3           | Viktor Troicki      | Ígor Kunitsyn Tommy Haas          | Ígor Kunitsyn Tommy Haas       | Andy Roddick Somdev Devvarman Alejandro Falla John Isner    |
| 11 de agosto | Legg Mason Tennis Classic Washington, D. C., USA International Series $508,000 Dura | Gicquel / Lindstedt 7–6(6), 6–3          | Soares / Ullyett    | Ígor Kunitsyn Tommy Haas          | Ígor Kunitsyn Tommy Haas       | Andy Roddick Somdev Devvarman Alejandro Falla John Isner    |
| 18 de agosto | Pilot Pen Tennis New Haven, USA International Series $708,000 Dura                  | Marin Čilić 6–4, 4–6, 6–2                | Mardy Fish          | Fernando Verdasco Luka Gregorc    | Fernando Verdasco Luka Gregorc | Mischa Zverev Jesse Levine Igor Andreev Andreas Seppi       |
| 18 de agosto | Pilot Pen Tennis New Haven, USA International Series $708,000 Dura                  | Melo / Sa 7–5, 6–2                       | Bhupathi / Knowles  | Fernando Verdasco Luka Gregorc    | Fernando Verdasco Luka Gregorc | Mischa Zverev Jesse Levine Igor Andreev Andreas Seppi       |
| 25 de agosto | US Open Flushing, New York, USA Grand Slam $9,350,000 Dura                          | Roger Federer 6–2, 7–5, 6–2              | Andy Murray         | Rafael Nadal Novak Djokovic       | Rafael Nadal Novak Djokovic    | Mardy Fish Juan Martín del Potro Andy Roddick Gilles Müller |
| 25 de agosto | US Open Flushing, New York, USA Grand Slam $9,350,000 Dura                          | B. Bryan / M. Bryan 7–6(5), 7–6(10)      | Dlouhy / Paes       | Rafael Nadal Novak Djokovic       | Rafael Nadal Novak Djokovic    | Mardy Fish Juan Martín del Potro Andy Roddick Gilles Müller |
| 25 de agosto | US Open Flushing, New York, USA Grand Slam $9,350,000 Dura                          | Mixed Doubles: Paes / Black 7–6(6), 6–4  | J. Murray / Huber   | Rafael Nadal Novak Djokovic       | Rafael Nadal Novak Djokovic    | Mardy Fish Juan Martín del Potro Andy Roddick Gilles Müller |

### Septiembre
| Semana del       | Torneo                                                                                              | Campeón                                                          | Finalista                                       | Semifinalistas                  | Cuartofinalistas                                                      |
| ---------------- | --------------------------------------------------------------------------------------------------- | ---------------------------------------------------------------- | ----------------------------------------------- | ------------------------------- | --------------------------------------------------------------------- |
| 8 de septiembre  | BCR Open Bucarest, Rumania International Series €370,000 Tierra batida                              | Gilles Simon 6–3, 6–4                                            | Carlos Moyá                                     | Richard Gasquet José Acasuso    | Teymuraz Gabashvili Guillermo García-López Iván Navarro Florent Serra |
| 8 de septiembre  | BCR Open Bucarest, Rumania International Series €370,000 Tierra batida                              | Nicolas Devilder Paul-Henri Mathieu 7–6(7–4), 6–7(9–11), [22–20] | Mariusz Fyrstenberg Marcin Matkowski            | Richard Gasquet José Acasuso    | Teymuraz Gabashvili Guillermo García-López Iván Navarro Florent Serra |
| 15 de septiembre | Semifinales de la Copa Davis Buenos Aires, Argentina – Tierra batida Madrid, España – Tierra batida | Ganadores de la semifinal Argentina 3–2 España 4–1               | Perdedores de la semifinal Rusia Estados Unidos |                                 |                                                                       |
| 22 de septiembre | Abierto de Tailandia Bangkok, Tailandia International Series $576,000 Dura                          | Jo-Wilfried Tsonga 7–6(7–4), 6–4                                 | Novak Djokovic                                  | Tomáš Berdych Gaël Monfils      | Robin Söderling Nicolas Mahut Philipp Petzschner Jürgen Melzer        |
| 22 de septiembre | Abierto de Tailandia Bangkok, Tailandia International Series $576,000 Dura                          | Lukáš Dlouhý Leander Paes 6–4, 7–6(7–4)                          | Scott Lipsky David Martin                       | Tomáš Berdych Gaël Monfils      | Robin Söderling Nicolas Mahut Philipp Petzschner Jürgen Melzer        |
| 22 de septiembre | Abierto de China Pekín, China International Series $524,000 Dura                                    | Andy Roddick 6–4, 6–7(6–8), 6–3                                  | Dudi Sela                                       | Rainer Schüttler Björn Phau     | Tommy Robredo Richard Gasquet Fernando González Juan Carlos Ferrero   |
| 22 de septiembre | Abierto de China Pekín, China International Series $524,000 Dura                                    | Stephen Huss Ross Hutchins 7–5, 6–4                              | Ashley Fisher Bobby Reynolds                    | Rainer Schüttler Björn Phau     | Tommy Robredo Richard Gasquet Fernando González Juan Carlos Ferrero   |
| 29 de septiembre | Open de Moselle Metz, Francia International Series €370,000 Dura (indoor)                           | Dmitry Tursunov 7–6(8–6), 1–6, 6–4                               | Paul-Henri Mathieu                              | Radek Štěpánek Adrian Mannarino | Carlos Moyá Eduardo Schwank Janko Tipsarević Marc Gicquel             |
| 29 de septiembre | Open de Moselle Metz, Francia International Series €370,000 Dura (indoor)                           | Arnaud Clément Michaël Llodra 5–7, 6–3, [10–8]                   | Mariusz Fyrstenberg Marcin Matkowski            | Radek Štěpánek Adrian Mannarino | Carlos Moyá Eduardo Schwank Janko Tipsarević Marc Gicquel             |
| 29 de septiembre | Abierto de Japón Tokio, Japón International Series Gold $436,000 Dura                               | Tomáš Berdych 6–1, 6–4                                           | Juan Martín del Potro                           | Richard Gasquet Andy Roddick    | David Ferrer Rainer Schüttler Fernando González Viktor Troicki        |
| 29 de septiembre | Abierto de Japón Tokio, Japón International Series Gold $436,000 Dura                               | Mikhail Youzhny Mischa Zverev 6–3, 6–4                           | Lukáš Dlouhý Leander Paes                       | Richard Gasquet Andy Roddick    | David Ferrer Rainer Schüttler Fernando González Viktor Troicki        |

### Octubre
| Week of       | Tournament                                                                                        | Winner                                                 | Runner-up                             | Semi finalists                        | Quarter finalists                                                 |
| ------------- | ------------------------------------------------------------------------------------------------- | ------------------------------------------------------ | ------------------------------------- | ------------------------------------- | ----------------------------------------------------------------- |
| 6 de octubre  | Copa Kremlin Moscú, Rusia International Series $1,049,000 Moqueta(indoor)                         | Igor Kunitsyn 7–6(8–6), 6–7(4–7), 6–3                  | Marat Safin                           | Mischa Zverev Fabrice Santoro         | Nikolay Davydenko Viktor Troicki Paul-Henri Mathieu Jérémy Chardy |
| 6 de octubre  | Copa Kremlin Moscú, Rusia International Series $1,049,000 Moqueta(indoor)                         | Sergiy Stakhovsky Potito Starace 7–6(7–4), 2–6, [10–6] | Stephen Huss Ross Hutchins            | Mischa Zverev Fabrice Santoro         | Nikolay Davydenko Viktor Troicki Paul-Henri Mathieu Jérémy Chardy |
| 6 de octubre  | If Stockholm Open Estocolmo, Suecia International Series €713,000 Dura (indoor)                   | David Nalbandian 6–2, 5–7, 6–3                         | Robin Söderling                       | Jarkko Nieminen Kei Nishikori         | Albert Montañés Óscar Hernández Rainer Schüttler Mario Ančić      |
| 6 de octubre  | If Stockholm Open Estocolmo, Suecia International Series €713,000 Dura (indoor)                   | Jonas Björkman Kevin Ullyett 6–1, 6–3                  | Johan Brunström Michael Ryderstedt    | Jarkko Nieminen Kei Nishikori         | Albert Montañés Óscar Hernández Rainer Schüttler Mario Ančić      |
| 6 de octubre  | Bank Austria-Tennis Trophy Viena, Austria International Series Gold €674,000 Dura (indoor)        | Philipp Petzschner 6–4, 6–4                            | Gaël Monfils                          | Feliciano López Philipp Kohlschreiber | Carlos Moyá Jürgen Melzer Fernando Verdasco Fernando González     |
| 6 de octubre  | Bank Austria-Tennis Trophy Viena, Austria International Series Gold €674,000 Dura (indoor)        | Max Mirnyi Andy Ram 6–1, 7–5                           | Philipp Petzschner Alexander Peya     | Feliciano López Philipp Kohlschreiber | Carlos Moyá Jürgen Melzer Fernando Verdasco Fernando González     |
| 13 de octubre | Mutua Madrileña Masters Madrid Madrid, España Masters Series €2,270,000 Dura (indoor)             | Andy Murray 6–4, 7–6(8–6)                              | Gilles Simon                          | Rafael Nadal Roger Federer            | Feliciano López Ivo Karlović Gaël Monfils Juan Martín del Potro   |
| 13 de octubre | Mutua Madrileña Masters Madrid Madrid, España Masters Series €2,270,000 Dura (indoor)             | Mariusz Fyrstenberg Marcin Matkowski 6–4, 6–2          | Mahesh Bhupathi Mark Knowles          | Rafael Nadal Roger Federer            | Feliciano López Ivo Karlović Gaël Monfils Juan Martín del Potro   |
| 20 de octubre | Davidoff Swiss Indoors Basilea, Suiza International Series €891,000 Dura (indoor)                 | Roger Federer 6–3, 6–4                                 | David Nalbandian                      | Feliciano López Juan Martín del Potro | Simone Bolelli James Blake Igor Andreev Benjamin Becker           |
| 20 de octubre | Davidoff Swiss Indoors Basilea, Suiza International Series €891,000 Dura (indoor)                 | Mahesh Bhupathi Mark Knowles 6–3, 6–3                  | Christopher Kas Philipp Kohlschreiber | Feliciano López Juan Martín del Potro | Simone Bolelli James Blake Igor Andreev Benjamin Becker           |
| 20 de octubre | Grand Prix de Tennis de Lyon Lyon, Francia International Series €713,000 Moqueta (indoor)         | Robin Söderling 6–3, 6–7(5–7), 6–1                     | Julien Benneteau                      | Gilles Simon Jo-Wilfried Tsonga       | Andy Roddick Josselin Ouanna Juan Carlos Ferrero Steve Darcis     |
| 20 de octubre | Grand Prix de Tennis de Lyon Lyon, Francia International Series €713,000 Moqueta (indoor)         | Michaël Llodra Andy Ram 6–3, 5–7, [10–8]               | Stephen Huss Ross Hutchins            | Gilles Simon Jo-Wilfried Tsonga       | Andy Roddick Josselin Ouanna Juan Carlos Ferrero Steve Darcis     |
| 20 de octubre | Torneo de San Petersburgo San Petersburgo, Rusia International Series $1,049,000 Moqueta (indoor) | Andy Murray 6–1, 6–1                                   | Andrey Golubev                        | Fernando Verdasco Victor Hănescu      | Janko Tipsarević Rainer Schüttler Mischa Zverev Michail Elgin     |
| 20 de octubre | Torneo de San Petersburgo San Petersburgo, Rusia International Series $1,049,000 Moqueta (indoor) | Travis Parrott Filip Polášek 3–6, 7–6(7–4), [10–8]     | Rohan Bopanna Max Mirnyi              | Fernando Verdasco Victor Hănescu      | Janko Tipsarević Rainer Schüttler Mischa Zverev Michail Elgin     |
| 27 de octubre | BNP Paribas Masters París, Francia Masters Series €2,270,000 Moqueta                              | Jo-Wilfried Tsonga 6–3, 4–6, 6–4                       | David Nalbandian                      | Nikolay Davydenko James Blake         | Rafael Nadal Andy Murray Andy Roddick Roger Federer               |
| 27 de octubre | BNP Paribas Masters París, Francia Masters Series €2,270,000 Moqueta                              | Jonas Björkman Kevin Ullyett 6–2, 6–2                  | Jeff Coetzee Wesley Moodie            | Nikolay Davydenko James Blake         | Rafael Nadal Andy Murray Andy Roddick Roger Federer               |

### Noviembre
| Semana del      | Torneo                                                                   | Campeón                                    | Finalista            | Semifinalistas           | Cuartofinalistas                                                                   |
| --------------- | ------------------------------------------------------------------------ | ------------------------------------------ | -------------------- | ------------------------ | ---------------------------------------------------------------------------------- |
| 3 de noviembre  | Copa Masters Shanghái, China Tennis Masters Cup $4,450,000 Dura (indoor) | Novak Djokovic 6–1, 7–5                    | Nikolay Davydenko    | Andy Murray Gilles Simon | Roger Federer Radek Štěpánek Andy Roddick Juan Martín del Potro Jo-Wilfried Tsonga |
| 3 de noviembre  | Copa Masters Shanghái, China Tennis Masters Cup $4,450,000 Dura (indoor) | Daniel Nestor Nenad Zimonjić 7–6(7–3), 6–2 | Bob Bryan Mike Bryan | Andy Murray Gilles Simon | Roger Federer Radek Štěpánek Andy Roddick Juan Martín del Potro Jo-Wilfried Tsonga |
| 17 de noviembre | Fnal Copa Davis Mar del Plata, Argentina – Dura                          | España 3–1                                 | Argentina            |                          |                                                                                    |

## Información estadística
Lista de tenistas y títulos ganados (títulos de Grand Slam en negrita):
- Rafael Nadal - Masters de Montecarlo, Conde Godó, Masters de Hamburgo, Roland Garros, Queen's y Wimbledon (6)
- Novak Djokovic - Abierto de Australia, Masters de Indian Wells y Masters de Roma (3)
- Nikolái Davydenko - Masters de Miami, Portschach and Varsovia (3)
- Nicolás Almagro - Costa de Sauipe y Acapulco (2)
- Roger Federer - Estoril y Halle (2)
- David Ferrer - Valencia y Bolduque (2)
- Fernando González - Viña del Mar y Munich (2)
- Michael Llodra - Adelaida y Róterdam (2)
- Andy Murray - Doha y Marsella (2)
- Andy Roddick - San José y Dubái (2)
- Steve Darcis - Memphis (1)
- Marcel Granollers - Houston (1)
- Ivo Karlović - Nottingham (1)
- Philipp Kohlschreiber - Auckland (1)
- David Nalbandian - Buenos Aires (1)
- Kei Nishikori - Delray Beach (1)
- Sam Querrey - Las Vegas (1)
- Gilles Simon - Casablanca (1)
- Sergiy Stakhovsky - Zagreb (1)
- Dmitri Tursúnov - Sídney (1)
- Mijaíl Yuzhny - Chennai (1)

Los siguientes tenistas ganaron su primer título:
- Kei Nishikori - Delray Beach
- Sergiy Stakhovsky - Zagreb
- Sam Querrey - Las Vegas
- Marcel Granollers - Houston

Títulos ganados por país:
- España 11 (Costa de Sauipe, Acapulco, Valencia, Houston, Masters de Montecarlo, Conde Godó, Masters de Hamburgo, Roland Garros, Queen's, Bolduque y Wimbledon)
- Rusia 5 (Sídney, Chennai, Masters de Miami, Portschach y Varsovia)
- Francia 3 (Adelaida, Róterdam y Casablanca)
- Serbia 3 (Abierto de Australia, Masters de Indian Wells y Masters de Roma)
- Estados Unidos 3 (San José, Dubái y Las Vegas)
- Chile 2 (Viña del Mar y Múnich)
- Suiza 2 (Estoril y Halle)
- Reino Unido 2 (Doha y Marsella)
- Argentina 1 (Buenos Aires)
- Bélgica 1 (Memphis)
- Croacia 1 (Nottingham)
- Alemania 1 (Auckland)
- Japón 1 (Delray Beach)
- Ucrania 1 (Zagreb)

| Temporadas del ATP World Tour |
| --- |
| 1970 1971 1972 1973 1974 1975 1976 1977 1978 1979 1980 1981 1982 1983 1984 1985 1986 1987 1988 1989 1990 1991 1992 1993 1994 1995 1996 1997 1998 1999 2000 2001 2002 2003 2004 2005 2006 2007 2008 2009 2010 2011 2012 2013 2014 2015 2016 2017 2018 2019 2020 2021 2022 2023 2024 |
| Este artículo forma parte de la categoría: Torneos ATP |
| Véase también: Historia del tenis y Récords del ATP World Tour |